# Oscar Stonorov

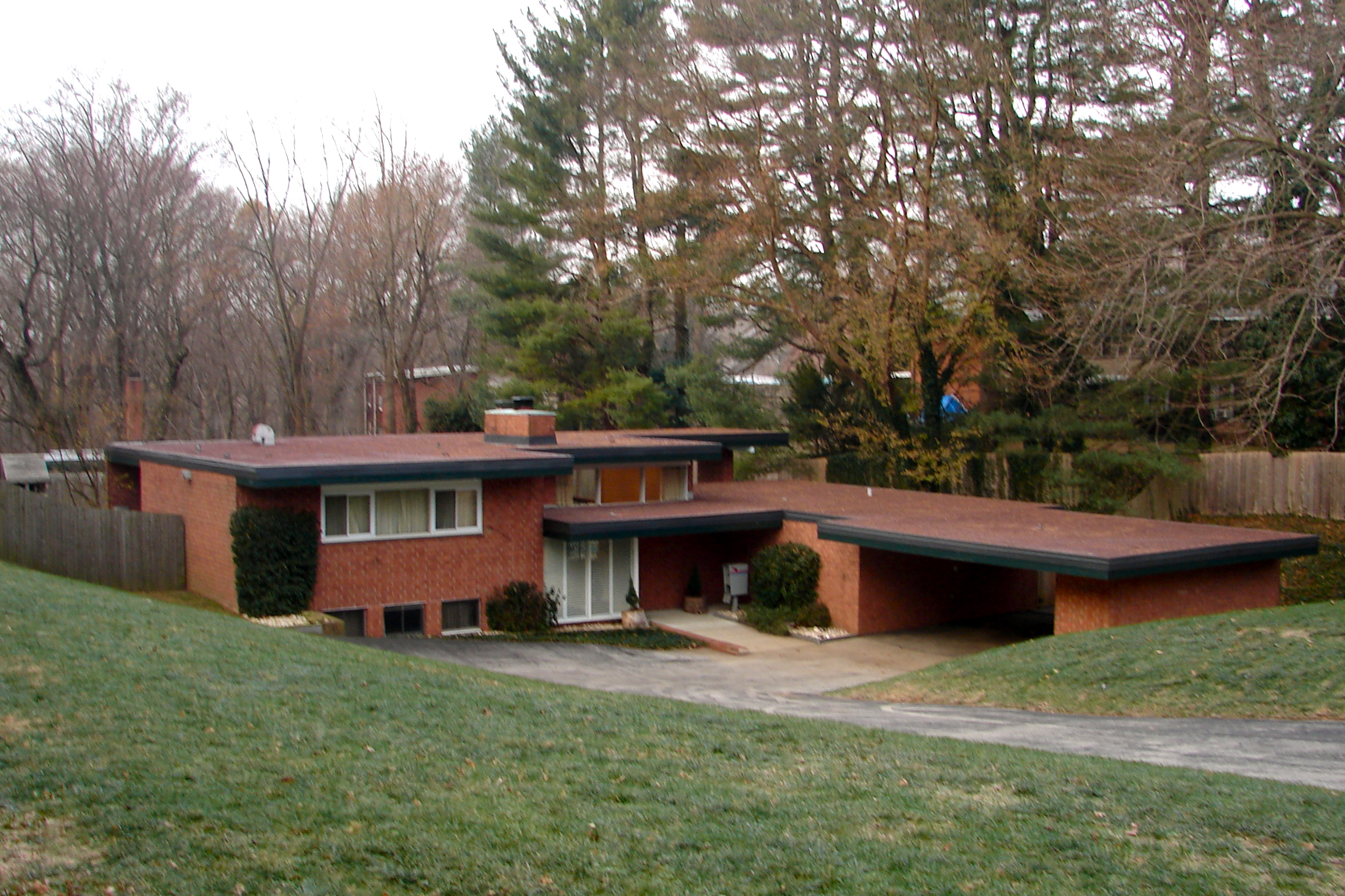
Casa en 709 Davidson St., Chestnut Hill, Filadelfia, Pensilvania (1956)

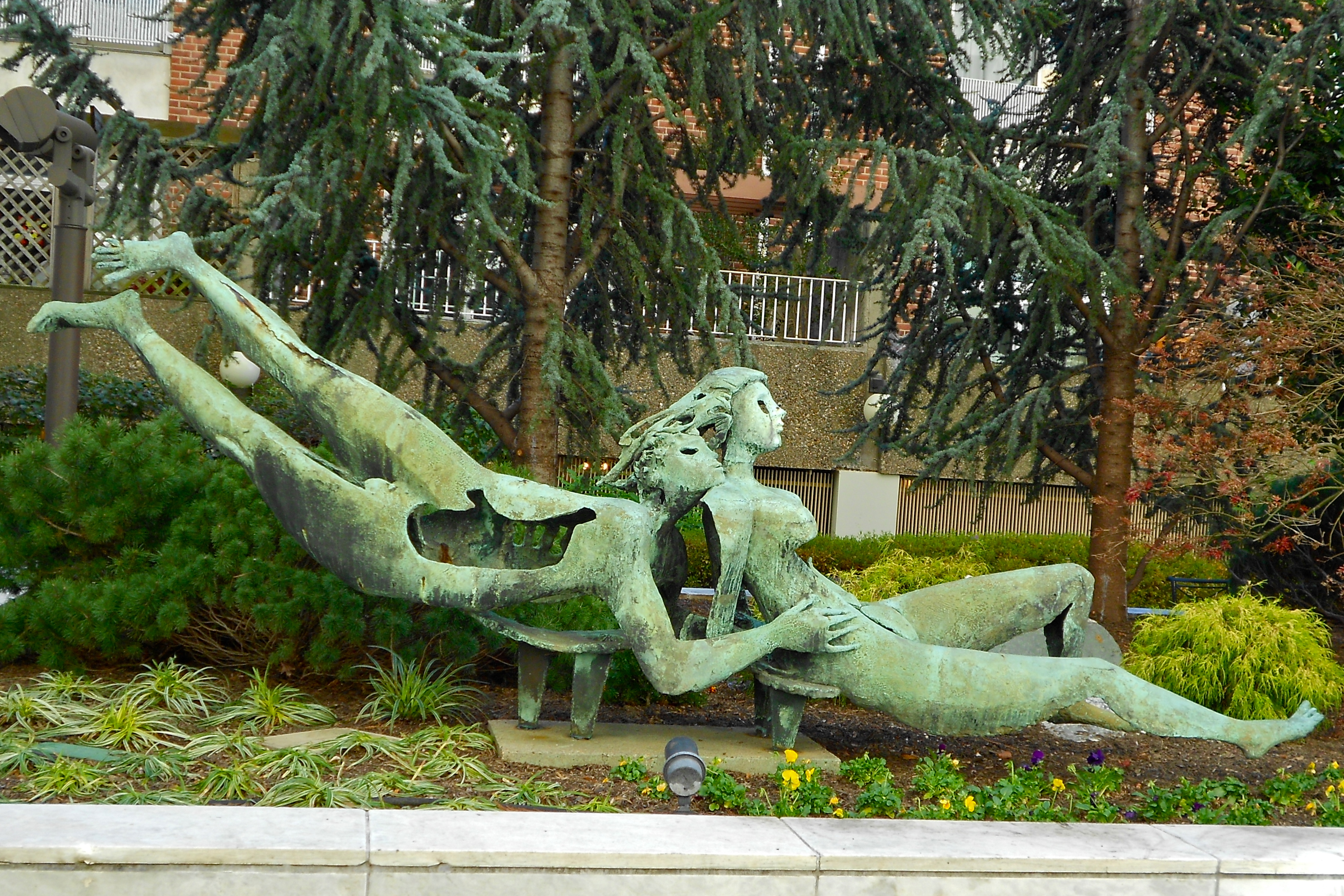
Adán y Eva (1962), Hopkinson House, Washington Square, Filadelfia

Oscar Gregory Stonorov (Fráncfort del Meno, 2 de diciembre de 1905-Pellston, Míchigan, 9 de mayo de 1970) fue un arquitecto y escultor alemán nacionalizado estadounidense, de estilo racionalista. 

## Trayectoria
Nació como Oskar Gregor Stonorov en Fráncfort del Meno en 1905, hijo de Gregor Stonorov y Helene Traub. Estudió en la Universidad de Florencia (1924-1925) y la Universidad de Zúrich (1925-1928). También estudió escultura en el taller de Aristide Maillol. En 1928 trabajó en el estudio de arquitectura de André Lurçat en París. Con Willy Boesiger participó en el concurso para el teatro de Járkov, donde obtuvieron el sexto premio. Ese año se encargó también de preparar el primer volumen de la Œuvre complète de Le Corbusier y Pierre Jeanneret.
En 1929 emigró a los Estados Unidos. Entró a trabajar en el estudio de Raymond Hood en Nueva York, donde conoció a Alfred Kastner, con quien participó en 1931 en el concurso para el palacio de los Sóviets de Moscú, donde obtuvieron el segundo premio. Tildados de «izquierdistas» y demasiado vanguardistas por el gremio de arquitectos de Nueva York, en 1932 se establecieron en Filadelfia. Allí realizaron el grupo residencial Carl Mackley Houses (1931-1934, junto con W. Pope Barney) por encargo de un sindicato de obreros de lencería, que fue el primer conjunto de viviendas sociales construido en Estados Unidos, inspirado en las siedlungen alemanas. En 1936 se separó de Kastner y trabajó unos años en solitario.
En 1941 se asoció brevemente con Louis Kahn y George Howe, con quienes colaboró en la Philadelphia Housing Authority. Su principal proyecto fue el de la ciudad obrera de Carver Court en Coatesville, Pensilvania (1943).
Junto con Edmund Bacon organizó en 1947 la exposición Better Philadelphia, que presentó al público las ventajas de la ordenación concertada. También preparó la retrospectiva de Frank Lloyd Wright que se presentó en Florencia y París en 1952.
El los años 1950 volvió a practicar la escultura, mientras que en arquitectura continuó con sus proyectos de vivienda social, como los bloques de Schuylkill Falls en la periferia de Filadelfia (1955). En 1957 se asoció con Frank Haws, con quien proyectó el Hotel Palace de Filadelfia (1963) y el pabellón de la India para la Feria Mundial de Nueva York de 1964 (con Mansinh Rana).
Murió en un accidente de aviación cuando acudía a inspeccionar las obras de su último proyecto, el Centro de Educación Familiar para los Obreros de la Industria del Automóvil en Onaway (Míchigan).